# Cumanday

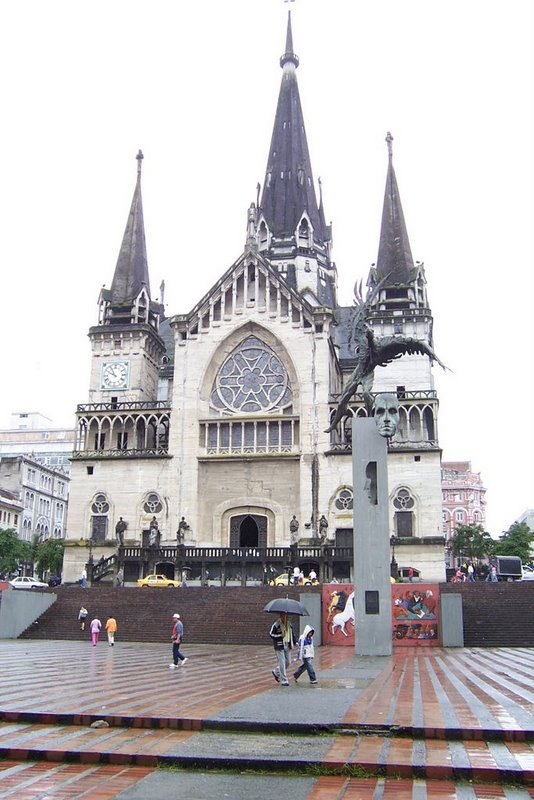
Plaza de Bolívar y Catedral Basílica de Manizales

La comuna Cumanday, antiguamente comuna 3 es la más antigua de la ciudad y por tanto la que más posee historia, conformada por 7 barrios, limita con las comunas Atardeceres, San José, La Macarena, La Fuente y Estación

## Historia

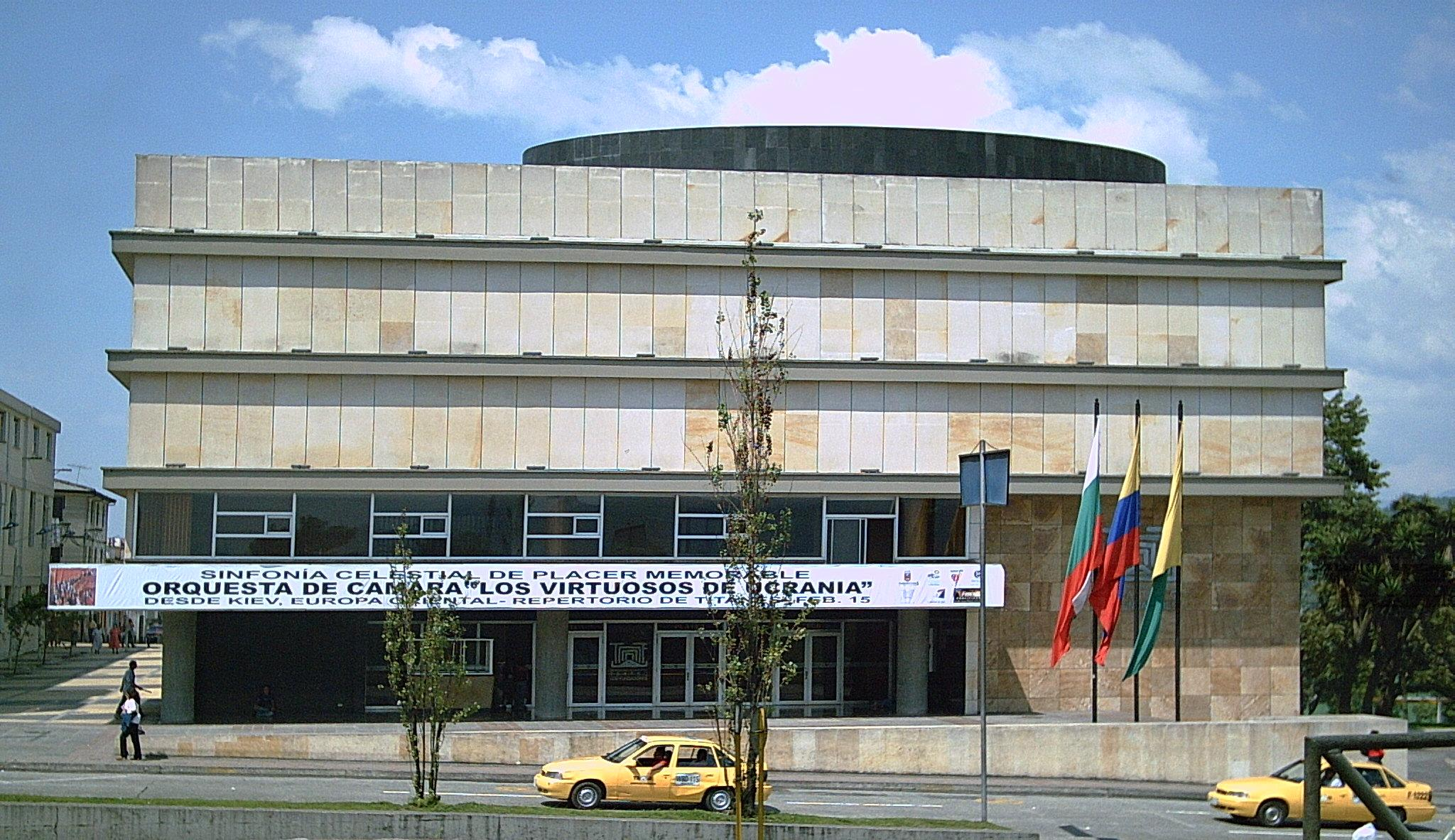
Centro cultural y de convenciones Teatro Fundadores.

La comuna, es el centro histórico de la ciudad, desde aquí se expandió hasta alcanzar su tamaño.  En 1848 justo en la actual plaza de Bolívar se establece un caserío, el cual poseía un lago donde actualmente se encuentra la plaza Alfonso López; este lago suministraba de agua al caserío el cual también poseía una pequeña capilla; justo en aquella plaza, alrededor de la misma se establecieron las viviendas de los fundadores y en la misma se realizaba la comercialización de alimentos y animales. Debido al eventual crecimiento del caserío es fundada oficialmente el 12 de octubre de 1849, y erigida como distrito parroquial. En 1950 y en el mismo año se construyó la cárcel donde actualmente se encuentra la gobernación.
En 1851 ya contaba con 3.000 pobladores y se vieron obligados a construir un templo más grande el cual empieza su construcción en 1854, la plaza también tenía que ser remodelada debido a la suciedad, esto se llevó a cabo en 1865. La ciudad se estaba poblando cada vez más y por tanto se fueron fundando nuevos barrios. La comuna se estaba engrandeciendo económicamente, para 1870 contaba con 70.000 habitantes. La constantes renovaciones de la plaza también trajeron nuevas obras y el constante embellecimiento de la ciudad.

## División
La comuna posee 7 barrios y 123 hectáreas de extensión; los barrios con mayor número de establecimientos son Centro, La Américas y San Joaquín con 2.436, 273 y 149 establecimientos, respectivamente. En su orden, los de mayor número de empleados son Centro, Las Américas y San Joaquín. Mientras que por valor de los activos, destacan Centro, San Joaquín y Las Américas. Esta comuna representa cerca de la cuarta parte de la actividad económica de la ciudad, de acuerdo con las variables presentadas. En ella se encuentra el centro histórico y centro de negocios. Sólo el barrio Centro, alberga cerca del 20% de la actividad económica de la ciudad. Pueden distinguirse 3 zonas en ésta comuna: La zona alta, conformada por los barrios Los Agustinos, Las Américas y el extremo occidental del Centro, densamente poblada y de actividad económica intermedia, aproximadamente 50 establecimientos por cada mil habitantes. La zona media, conformada por el barrio Centro, que alberga cerca de 20% de la actividad económica privada33 de la ciudad y posee cerca de 400 establecimientos por cada mil habitantes, aunque está mucho más densamente poblado que las otras dos zonas. Los establecimientos de esta comuna emplean a 1.9 personas por cada habitante de la comuna. Finalmente, la zona baja, conformada por los barrios Fundadores, San Joaquín y Campoamor.
La comuna está conformada por 7 barrios, los cuales son:
| - Campoamor - Centro - Escoma - Fundadores | - Las Américas - Los Agustinos - San Joaquín |

## Sitios de interés
Centro
- Plaza de Bolívar

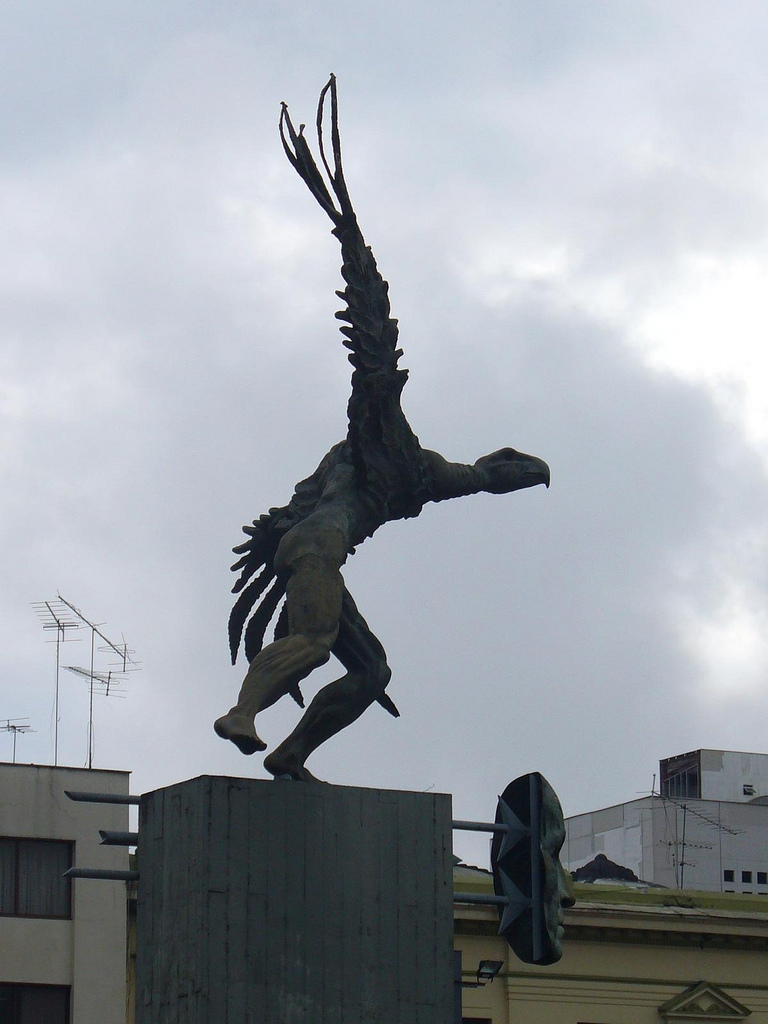
El Bolívar Cóndor de la Plaza de Bolívar

- Catedral basílica Nuestra Señora del Rosario
- Parque Caldas
- Centro Comercial Parque Caldas
- Iglesia de la Inmaculada
- Gobernación de Caldas
- Parque Fundadores
- Centro cultural y de convenciones Teatro Fundadores
- Liceo Isabel La Católica
- Cuerpo Oficial de Bomberos de Manizales
- Hotel Escorial
- Plaza Alfonso López Pumarejo

Fundadores
- Departamento de Policía de Caldas
- Institución educativa Liceo Isabel la Católica
- Instituto Universitario
- Instituto Tecnológico
- Concentración Escolar Juan XXIII

Las Americas
- Antigua Terminal de Transportes

Los Agustinos

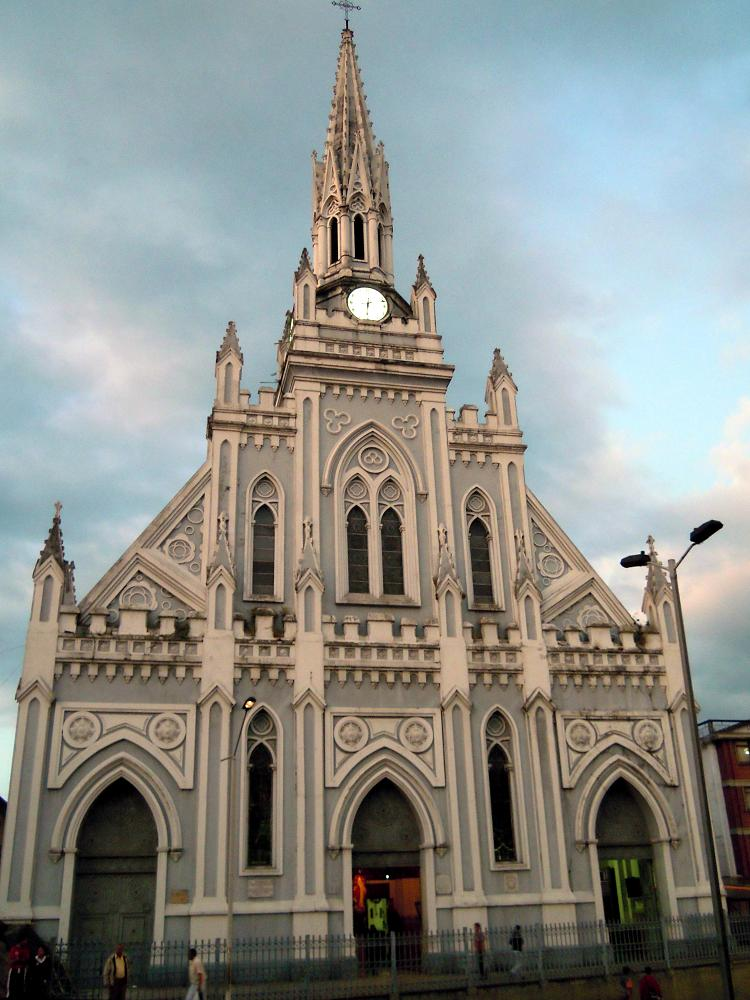
Iglesia del Sagrado Corazón de Jesús (Los Agustinos).

- Iglesia del Sagrado Corazón de Jesús(Los Agustinos)
- Facultad de Bellas Artes
- Parque Olaya Herrera